# 정은아 (1979년)
정은아(鄭恩娥, 1979년 ~ )는 대한민국의 아나운서다.

## 경력
- 2004년 : KBS광주방송총국 30기 공채 아나운서 입사
- 2015년 : KBS순천방송국 발령
- 2016년 : KBS광주방송총국 아나운서 복귀

## 진행

### 현재 텔레비전
- 아침마당 광주
- KBS광주 열린마당 (2021년 8월 20일 ~ 2024년 8월 30일)
- KBS 뉴스광장 광주 전남
- KBS 930 뉴스 광주 전남
- KBS 뉴스 7 광주
- KBS 뉴스 9 광주
- KBS 광주 집중인터뷰 이 사람
- KBS 뉴스 7 광주·전남 (2023년 1월 2일 ~ 2023년 12월 28일)

### 과거 텔레비전
- KBS 뉴스 7 순천 진행(1TV)
- KBS 뉴스 7 광주·전남 진행(1TV)
- KBS 뉴스 9 광주·전남 진행(1TV)

### 과거 라디오
- KBS라디오 오후의 풍경과 음악(1FM) (2009.04.27 ~ 2024.11.15)